# Sergueï Tatichtchev
Le comte Sergueï Sergueïevitch Tatichtchev (Серге́й Серге́евич Тати́щев), né le 25 juillet 1872 et mort le 29 mars 1915 à Pétrograd, est un haut fonctionnaire de la Russie impériale, conseiller d'État effectif, membre de la noble famille des Tatichtchev connue depuis le XVIe siècle au moins. Il est gouverneur de Saratov de 1906 à 1911.

## Biographie
Sergueï Tatichtchev est le fils du conseiller d'État effectif, le comte Sergueï Dmitrievitch Tatichtchev, et de son épouse Maria Vladimirovna, née Jeltoukhina, fille du général d'infanterie Vladimir Jeltoukhine (1798-1878). Il est le frère du futur banquier Vladimir Tatichtchev. Sergueï Tatichtchev étudie au prestigieux Corps des Pages dont il sort en 1891 comme Feldwebel. Il est envoyé comme sous-lieutenant au régiment de la Garde Préobrajensky, l'un des plus distingués de l'Empire. Il est nommé lieutenant en août 1895 et en décembre de la même année est versé à la réserve de l'infanterie de la garde. Il retourne au service six mois plus tard en mai 1896 en étant aide-de-camp du gouverneur général de Kiev, puis de Podolsk et de Volhynie. Il est nommé capitaine d'état-major. En mars 1898, Tatichtchev est aide-de-camp du commandant des forces du district militaire de Wilno en étant affecté au 169e régiment d'infanterie de Novo-Troksk. Il est placé en réserve de l'armée en 1900 et entre dans la fonction publique.
Il est élu maréchal de la noblesse de l'ouïezd d'Ochman en 1900 et président de la commission locale de conciliation. Il est nommé juge de paix (ru) honoraire en 1901, puis élu maréchal de la noblesse de l'ouïezd de Wilno en 1903 et président de la commission de conciliation locale. Dans la table des rangs, il est nommé assesseur de collège en 1900, conseiller de la cour en 1903, conseiller de collège en 1906, conseiller d'État en 1908, conseiller d'État effectif en 1913. La cour le nomme Kamerjunker (gentilhomme de la chambre) en 1902, Kamerherr (chambellan) en 1906 et à la fonction de Egermeister en 1908.
Il occupe le poste de vice-gouverneur de Kowno (1905-1905) et de Bessarabie (1905); puis en décembre 1905 il est nommé comme faisant fonction de gouverneur de Wilno et le 13 mai 1906 comme faisant fonction de gouverneur de Saratov, succédant à Piotr Stolypine. Il est confirmé officiellement à ce poste en décembre 1908. C'est sous son administration qu'est ouvert en octobre 1908 le tramway de Saratov, comprenant en deux ans jusqu'à neuf lignes, qu'est inaugurée en décembre 1909 l'université de Saratov. En outre, le comte Tatichtchev obtient de la part du ministère de l'Intérieur et de la direction de la Société musicale russe de transformer l'école de musique de Saratov en conservatoire (il est inauguré en 1912).
Les activités de l'administration de Saratov et du comte Tatichtchev sont critiquées par l'extrême-droite de l'époque représentée localement par le hiéromoine Iliodore (né Sergueï Troufanov, venu de Tsaritsyne) en cheville avec les Cent-Noirs. Las de ce conflit, le comte Tatichtchev part à l'été 1910 dans le domaine de son épouse (dans le gouvernement de Samara), ne retournant plus à Saratov. En décembre suivant, il est démis de ses fonctions, laissant la place à Piotr Stremooukhov, et en 1911 retourne à Saint-Pétersbourg où il est nommé chef et président du conseil d'administration des publications du ministère de l'Intérieur (1912-1915). Il possédait dans le gouvernement de Saint-Pétersbourg 1 100 déciatines de terres.
Il meurt à Pétrograd (ex-Saint-Pétersbourg) le 29 mars 1915 d'une septicémie. Il est enterré au village de Gagrino dans l'ouïezd de Louga (gouvernement de Pétrograd).

## Famille
Il épouse Alexandra Beniaminovna Nassakina (1882-1950), fille du maréchal de la noblesse de l'ouïezd de Syzran dont il a:
- Nikita (1900-1917),
- Marianna (1903-1938), épouse Kister, morte fusillée à Orenbourg[2],
- Maria (1905-1999), épouse Choutova[3],[4]
- Dmitri (1906/1907-1991),
- Gueorgui (1910 ou 1912-1976)[5], sa femme était la petite-fille du colonel Ludwig Drozdowski, propriétaire du manoir de Tiopli Stan.

En 1918, la comtesse Tatichtcheva (née Nassakina) refuse de saisir l'occasion de quitter la Russie bolchévique, ayant déclaré à son époux avant sa mort et à ses enfants: « Je suis Russe et je mourrai sur la terre russe. »,. Elle est arrêtée en 1928 avec son fils Gueorgui et condamnée à trois ans de camp et envoyée au Goulag du camp de Solovki. Elle est libérée en 1931 et a l'interdiction de retourner chez elle à Léningrad; elle est envoyée en exil en 1935 à Orenbourg avec son fils Gueorgui et trois ans plus tard, sa fille Marianna y est fusillée.

## Décorations
- Ordre de Saint-Stanislas de 3e classe (1900).
- Ordre de Saint-Stanislas de 1re classe (1914).
- Médaille du Souvenir du règne de l'empereur Alexandre III.
- Médaile su Souvenir du tricentenaire du règne de la maison Romanov.